# Arrows A10
Az Arrows A10 egy Formula–1-es versenyautó, amellyel az Arrows csapat versenyzett az 1987-es, majd A10B néven áttervezett változatával az 1988-as Formula–1 világbajnokság során. Pilótái Derek Warwick és Eddie Cheever voltak.

## Áttekintés

### 1987
Mivel a BMW bejelentette, hogy kiszáll a Formula–1-ből, az Arrows csapatfőnöke, Jackie Oliver sikeresen győzte meg a főszponzor USF&G -t arról, hogy támogassák őket abban, hogy továbbra is ugyanazokat a motorokat használhassák, mint eddig. Az üzlet keretén belül a BMW erőforrásokat Megatron névre átcímkézve használták tovább, mely a USF&G egyik leányvállalata után kapta a nevét. A motorokat továbbra is Heini Mader felügyelete alatt szervizelték. Az új autót Ross Brawn tervezte.
Ebben az évben az FIA bevezette, hogy a turbónyomás csökkentése céljából valamennyi csapatnak kötelezően el kellett helyeznie egy fojtószelepet, ily módon 4 barban maximalizálták a turbónyomást. Előtte ez semmilyen mértékben nem volt korlátozva, a BMW motorjai esetében ez kb. 5,6 bar lehetett. A leszabályozást követően a motorok még mindig nagyon erősek lehettek volna (1000 lóerő az időmérő edzésen, 850 lóerő a versenyeken), azonban az Arrows esetében a turbónyomás rejtélyes módon 4 bar alá zuhant. Ez pedig százas nagyságrendű lóerővesztéssel járt együtt, ami meglátszott a teljesítményükön is. Mivel nem állt mögöttük semmilyen gyári támogatás, így nem rendelkeztek kiértékelhető adatokkal sem, Heini Madernek pedig csak hosszú idő eltelte után sikerült megfejtenie a probléma okát.
1987-ben a csapat a konstruktőri hetedik helyen zárt, 11 gyűjtött ponttal. A jobb eredményeket Cheever szállította, aki két negyedik helyet is bezsebelt.

### 1988
Az előző évi autót átalakították, új aerodinamikai elemeket és felfüggesztést kapott, így készült el az Arrows A10B modell. Ez volt az utolsó év a sportágban a turbómotorok betiltása előtt, ezért több csapat már inkább 3,5 literes szívómotorokat használt. Nem így az Arrows, amely maradt a Megatron erőforrásoknál. Az autó rendszeres pontszerző volt, Cheever révén még dobogót is szereztek a portugál nagydíjon, így 23 ponttal konstruktőri ötödikek lettek.
Ebben az évben az FIA a turbónyomást tovább csökkentette, és immáron 2,5 barban maximalizálta azt, és azt is előírta, hogy a turbós autók üzemanyagtartálya maximum 150 literes lehet. Az Arrows esetében ebben az évben is problémát jelentett a rejtélyes turbónyomásesés, ami miatt ezt a 2,5 bart se érték el az autók. Emiatt nem a turbómotoros élmezőnnyel kellett küzdeniük, hanem a rivális szívómotoros csapatokkal, mint a Benetton, a Williams, vagy a March.
Csak az olasz nagydíj előtt jött rá Heini Mader, hogy az volt mindvégig a baj, hogy az FIA túl magasra helyeztette el a fojtószelepet. Ez a probléma a többi turbómotoros csapatnál is fennállt, de ők már régen megoldották, köszönhetően a gyári támogatásnak. A monzai versenyhétvégének  így eggyel kevesebb problémával vágtak neki, de rögtön jött egy újabb. A BMW motorjaira már az 1982-ben történt bemutatkozásukat követően is jellemző volt a késleltetés a gázpedálra lépés és a motor reagálása között. A következő futamok olyanok voltak, hogy sokat kellett a gázra és a fékre lépni, a pályakarakterisztikák miatt, és emiatt a késve jelentkező erőhatás miatt csak a mezőny leghátsó régióiba tudtak kvalifikálni. Összességében a Megatron motorjai lettek a hiba megoldása után a leggyorsabbak az idényben (ahogy az Monzában bebizonyosodott), viszont a rivális Honda esetében sokkal jobb volt a gyorsulás és a McLaren autóinak a leszorítóereje.

## Eredmények
(félkövér jelöli a pole pozíciót, dőlt betű a leggyorsabb kört)
| Év   | Csapat       | Kasztni | Motor    | Gumik | Pilóták       | 1   | 2   | 3   | 4   | 5   | 6   | 7   | 8   | 9   | 10  | 11  | 12  | 13  | 14  | 15  | 16  | Pontok | Helyezés |
| ---- | ------------ | ------- | -------- | ----- | ------------- | --- | --- | --- | --- | --- | --- | --- | --- | --- | --- | --- | --- | --- | --- | --- | --- | ------ | -------- |
| 1987 | USF&G Arrows | A10     | Megatron | G     |               | BRA | SMR | BEL | MON | DET | FRA | GBR | GER | HUN | AUT | ITA | POR | ESP | MEX | JPN | AUS | 11     | 7.       |
| 1987 | USF&G Arrows | A10     | Megatron | G     | Derek Warwick | KI  | 11  | KI  | KI  | KI  | KI  | 5   | KI  | 6   | KI  | KI  | 13  | 10  | KI  | 10  | KI  | 11     | 7.       |
| 1987 | USF&G Arrows | A10     | Megatron | G     | Eddie Cheever | KI  | KI  | 4   | KI  | 6   | KI  | KI  | KI  | 8   | KI  | KI  | 6   | 8   | 4   | 9   | KI  | 11     | 7.       |
| 1988 | USF&G Arrows | A10B    | Megatron | G     |               | BRA | SMR | MON | MEX | CAN | DET | FRA | GBR | GER | HUN | BEL | ITA | POR | ESP | JPN | AUS | 23     | 5.       |
| 1988 | USF&G Arrows | A10B    | Megatron | G     | Derek Warwick | 4   | 9   | 4   | 5   | 7   | KI  | KI  | 6   | 7   | KI  | 5   | 4   | 4   | KI  | KI  | KI  | 23     | 5.       |
| 1988 | USF&G Arrows | A10B    | Megatron | G     | Eddie Cheever | 8   | 7   | KI  | 6   | KI  | KI  | 11  | 7   | 10  | KI  | 6   | 3   | KI  | KI  | KI  | KI  | 23     | 5.       |

## Forráshivatkozások
1. ↑  Arrows A10 • STATS F1. www.statsf1.com. (Hozzáférés: 2024. október 2.)
2. ↑  ARROWSA10. www.gurneyflap.com. (Hozzáférés: 2024. október 2.)